# Gustav Adolfs distrikt, Skåne
Gustav Adolfs distrikt är ett distrikt i Kristianstads kommun och Skåne län. 
Distriktet ligger sydost om centrala Kristianstad. 

## Tidigare administrativ tillhörighet
Distriktet inrättades 2016 och utgörs av socknen Gustav Adolf i Kristianstads kommun.
Området motsvarar den omfattning Gustav Adolfs församling hade vid årsskiftet 1999/2000.